# آزول برزیلین ایرلاینز
آزول برزیلین ایرلاینز (به انگلیسی: Azul Brazilian Airlines) یک شرکت هواپیمایی ارزان‌قیمت برزیلی است که دفتر مرکزی آن در شهر باروئری ایالت سائوپائولو برزیل قرار دارد و در سال ۲۰۰۸ میلادی تأسیس شده‌است. این شرکت در حال حاضر سومین شرکت هواپیمایی بزرگ برزیل بعد از تام ایرلاینز و گول ایر ترنسپورت محسوب می‌شود.

## مقصدهای پروازی
شرکت هواپیمایی آزول برزیلین ایرلاینز به ۱۰۷ مقصد در برزیل،آرژانتین،بولیوی،گویان،پرتغال،ایالات متحده و اروگوئه پرواز دارد. علاوه بر اینها این شرکت در برزیل از طریق اتوبوس‌های مخصوصی مسافران را از مناطقی که تحت پوشش شبکه پروازی این شرکت نیست به نزدیکترین فرودگاهی که پروازهای آزول به آن برقرار است منتقل می‌کند.

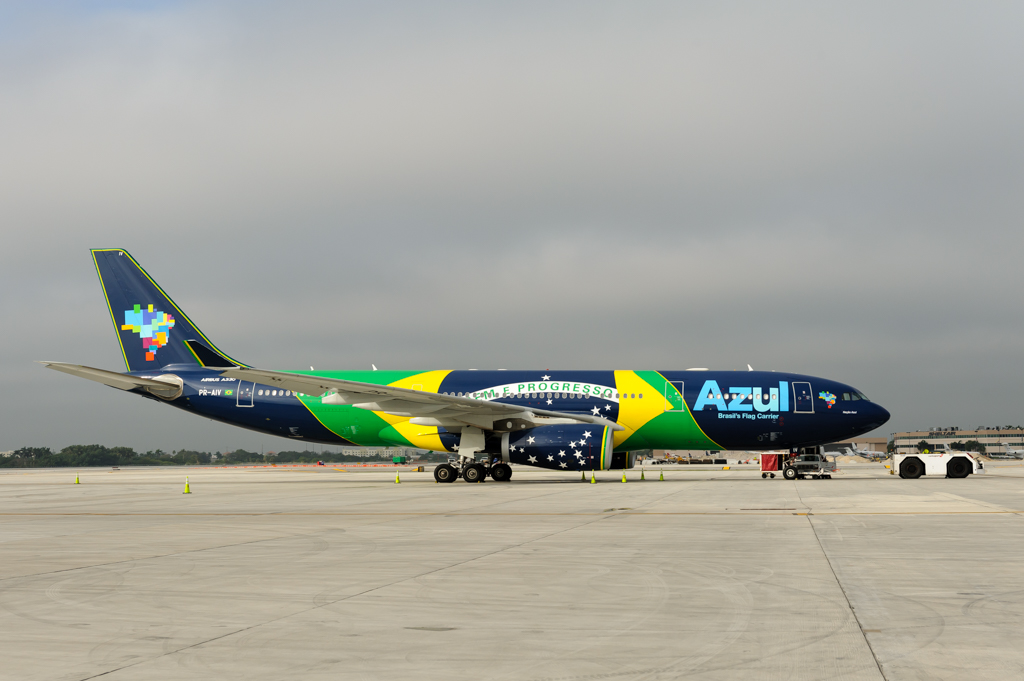
یک فروند ایرباس ای۳۳۰ آزول برزیلین ایرلاینز رنگ شده به پرچم برزیل

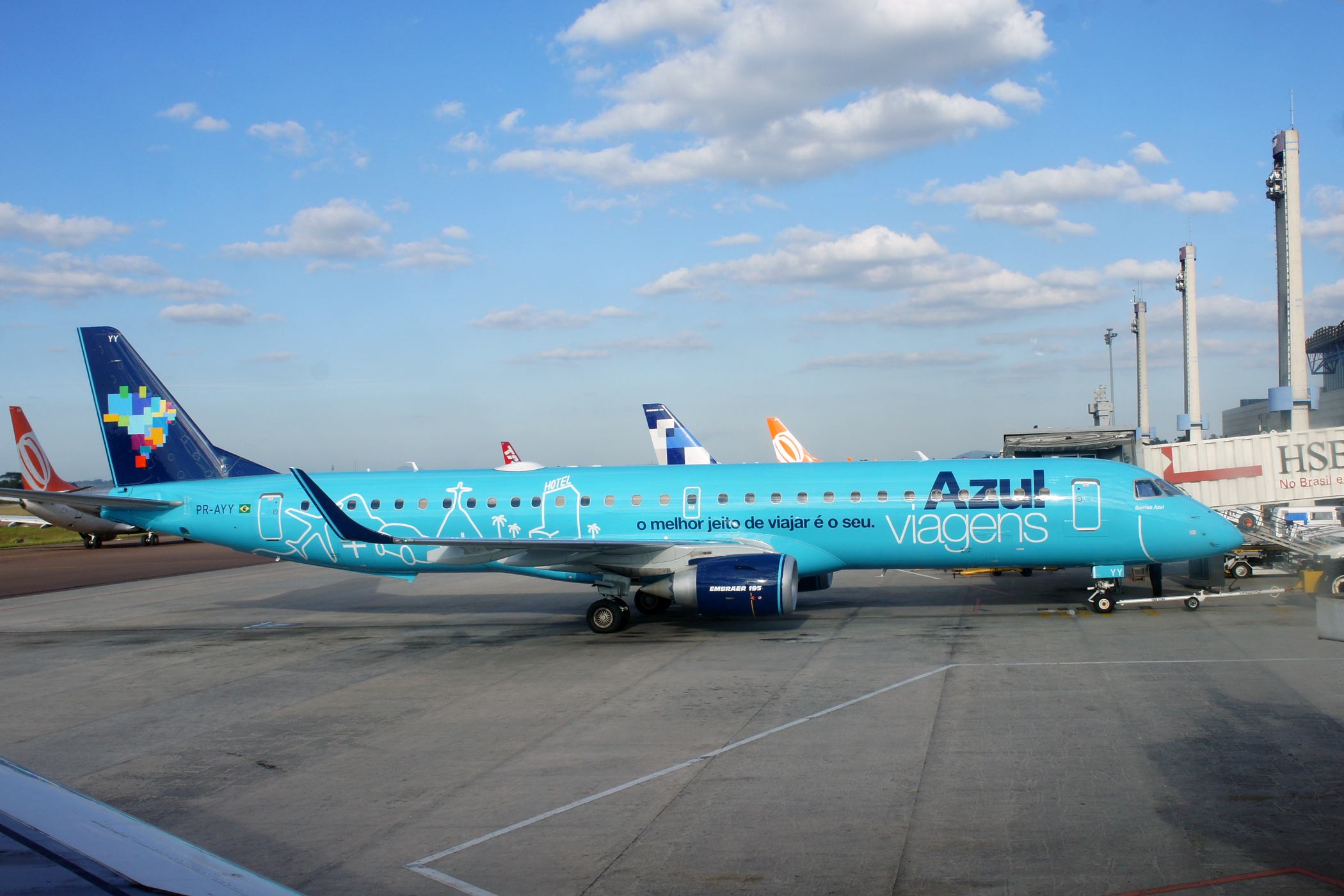
یک فروند امبرائر ئی-جت آزول برزیلین ایرلاینز.

## ناوگان
ناوگان آزول برزیلین ایرلاینز به شرح زیر است (آوریل ۲۰۱۷):